# Oleg Dopilka
Oleh Vasiliovich Dopilka (Kiev, Unión Soviética, 12 de marzo de 1986) es un exfutbolista ucraniano. Juega de defensa y su último equipo fue el FC Uzhhorod.

## Biografía
Oleh Dopilka actúa como lateral derecho, aunque a veces es utilizado como defensa central. Siempre ha militado en el Dinamo de Kiev. Empezó su carrera en las categorías inferiores hasta que, en 2003, pasa a formar parte de la primera plantilla del club.

## Selección nacional
Ha sido internacional con la Selección de fútbol de Ucrania en 2 ocasiones. Su debut con la camiseta nacional se produjo en 2008.

## Clubes
| Club                  | País    | Año           |
| --------------------- | ------- | ------------- |
| FC Dinamo de Kiev     | Ucrania | 2003 - 2013   |
| FC Kryvbas            | Ucrania | 2009 (cedido) |
| FC Sevastopol         | Ucrania | 2011 (cedido) |
| FC Oleksandria        | Ucrania | 2012 (cedido) |
| FC Dinamo-2 Kiev      | Ucrania | 2012 (cedido) |
| FC Hoverla Uzhhorod   | Ucrania | 2012 (cedido) |
| FC Zirka Kropyvnytsky | Ucrania | 2013 - 2016   |
| FC Mynai              | Ucrania | 2018 - 2020   |
| FC Uzhhorod           | Ucrania | 2021 - 2023   |